# 폴커 브라운

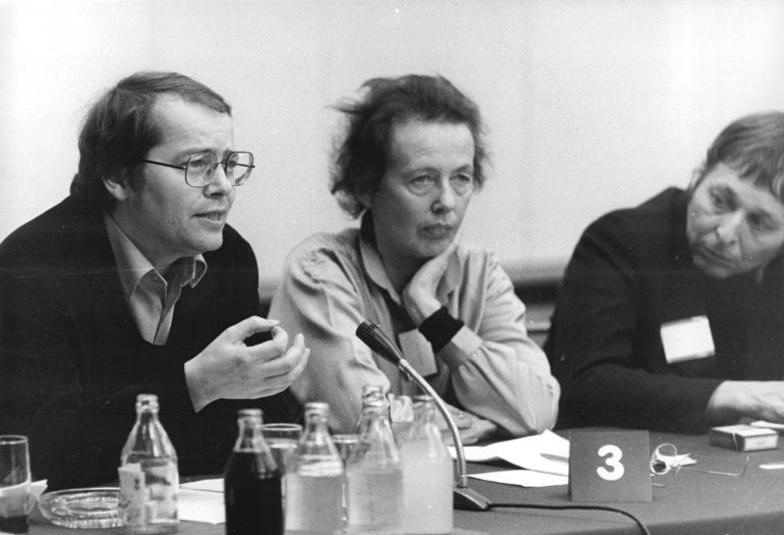
폴커 브라운 (왼쪽)

폴커 브라운(Volker Braun, 1939년 5월 7일 ~ )은 독일의 작가이다.

## 생애
1939년 5월에 작센(Sachsen) 주 드레스덴(Dresden)에서 태어났다. 그는 1957년 대학 입학 자격 시험을 치른 뒤에 당으로부터 대학 입학 허가를 얻지 못해 1960년 라이프치히대학에서 입학 허가를 받기까지 인쇄업과 복합기업체(Kombinat)의 지하 공사장에서 일하기도 하고 광산 기술자로도 일했다.
브라운은 문학 활동을 시작할 때부터 사회에 관심을 가졌다. 주로 역사 진행 과정에서 ‘개인과 사회’, ‘주인공의 일상에 나타난 사회적 모순’을 주제로 작품을 썼으며, 주인공의 좌절을 통해 주제를 극명하게 드러낸다. 그가 쓴 시대극은 모두 사회에 현존하는, 사회 구성원인 개인의 성장을 저해하는 실질적인 사회적 문제들을 보여 주며, 다양한 등장인물 구성을 통해 여러 가지 모순상을 나타낸다. 이때 작가는 드러난 모순들의 해결 방법을 제시하는 게 아니라 복잡한 토론의 토대를 가진 본보기들을 ‘열린 결말’ 형식으로 제시해 준다. 관객이 스스로 무대에서 본 모순점들의 발생 원인에 관해 생각해 보고 그 극복과 개선 가능성에 대해 고민하도록 하기 위해서다.
브레히트와 마찬가지로 브라운 또한 서독에서도 많은 관심과 인정을 받았다. 통일도 되기 전에 서독에서 브레멘문학상(1986)을 수상했다. 통일 이후 1992년에는 서독 바덴뷔르템베르크(Baden-Würtemberg) 주에서 ‘실러−기념상’과 독일에서 가장 권위 있는 문학상인 ‘게오르크 뷔히너(Georg Büchner) 상’(2000)을 수상했다. 더구나 영국 웨일즈대학에 초빙되어 1년간 연구 활동을 했고(1994), 서독 하이델베르크대학(1996)과 카셀대학(1999∼2000)에서 강의하기도 했다.